# 사이드 포니테일
사이드포니테일은 2014년 결성된 대한민국 2인조 그룹이다. 같은 동네, 같은 소속사 출신인 스마일즈, 플레이걸에서 보컬을 하던 김소라와 달콤한비누의 조용석으로 구성되어 있다. 2014년 데뷔 싱글 《우리끼리 손난로》 발매 이후 별 다른 활동이 없다가 2016년 두 번째 싱글 《어쩌나》를 발매하였다. 어쿠스틱 기타를 기반으로 하여 서정적이면서도 천진난만한 가사로 듣기 편한 어쿠스틱팝을 추구하고 있다. 2017년에는 감성 발라드 《여름옷》을 발표하여 음악적 변화를 보여주었다.

## 구성원
- 김소라

1987년 3월 9일생. 스마일즈, 플레이걸의 보컬 출신으로 사이드 포니테일에서 보컬을 맡고 있다. 한국예술종합학교에서 조형예술과를 졸업하였다
- 조용석

1985년 10월 8일생. 달콤한비누라는 예명을 쓰고 있으며 사이드 포니테일에서는 악기 연주와 작사, 작곡을 맡고 있다. 서울예술대학교 문예창작과를 졸업하였다.

## 음반

### 디지털 싱글
- 《우리끼리 손난로》(2014년 7월 11일)

1. 우리끼리 손난로
- 박상수 시인의 「걸토크」 중 마지막 구절인 '새끼 해마들도 달빛 속에 춤추는 이 테라스에서 같이 만든 그 노래, '우리끼리 손난로'를 밤새 들어요.'에서 착안하여 만들어졌다.

2. 이별의 식탁
3. 일요일 카레
- 김소라 작사 / 플레이걸의 프로듀서였던 임진마 작곡

- 《어쩌나》(2016년 10월 21일)

1. 어쩌나
2. 새벽 산책
- 《여름옷》 (2017년 10월 20일)

1. 여름옷